# Paul Timmermans
Paul Timmermans (Charleroi, 15 mei 1952) is een Belgisch voormalig politicus van Ecolo en volksvertegenwoordiger.

## Levensloop
Timmermans is van opleiding sociaal assistent aan het Institut Cardijn, licentiaat in de economische en sociale politiek en licentiaat in de arbeidswetenschappen. Beroepshalve werd hij onderwijzer-opvoeder. Ook werd hij directeur en voorzitter van de MIREC, de werkvoorzieningsdienst in de streek rond Charleroi.
Hij was bovendien actief bij de christelijke vakbond CSC: zo werd hij syndicaal afgevaardigde van de CSC in Charleroi, attaché op de studie- en opleidingsdienst van CSC Métal en secretaris van de Onderwijs- en Opleidingsraad van CSC Métal.
Timmermans begon zijn politieke loopbaan als militant van het Rassemblement Wallon, waarna hij van 1979 tot 1980 kabinetsattaché was van toenmalig FDF-minister Lucien Outers. Daarna werd hij militant van de partij Ecolo en in 1989 trad hij toe tot de partij.
Van 1999 tot 2002 zetelde hij voor het arrondissement Charleroi-Thuin in de Kamer van volksvertegenwoordigers waar hij zich vooral bezighield met Sociale Zaken. In 2002 nam hij ontslag uit de Kamer toen hij schooldirecteur van het College van Châtelineau werd. Na zijn parlementaire loopbaan bleef hij politiek actief bij Ecolo als regionaal secretaris van de Ecolo-afdeling van het arrondissement Thuin.